# Hugo Brissman
Bror Hugo Brissman, född den 2 oktober 1913 i Vimmerby, död den 28 januari 1993 i Vellinge församling, Malmöhus län, var en svensk ämbetsman. Han var bror till Per-Gunnar Brissman.
Brissman avlade studentexamen i Linköping 1932 och juris kandidatexamen vid Stockholms högskola 1938. Han genomförde tingstjänstgöring i Inlands domsaga 1938–1941. Brissman var länsbokhållare, taxeringsinspektör, förste taxeringsinspektör och biträdande taxeringsintendent vid länsstyrelsen i Göteborgs och Bohus län 1941–1947, förste länsbokhållare vid länsstyrelsen i Kalmar län 1947, assessor vid Överståthållarämbetets skatteavdelning 1948–1951, kronokamrerare och chef för Malmö uppbördsverk 1951–1966, fögderidirektör och chef för lokala skattemyndigheten i Malmö 1967–1971 samt länsråd och chef för skatteavdelningen vid länsstyrelsen i Kalmar län 1971–1979. Han blev riddare av Nordstjärneorden 1965 och kommendör av samma orden 1974.